# دونالد ترامب والمصافحات

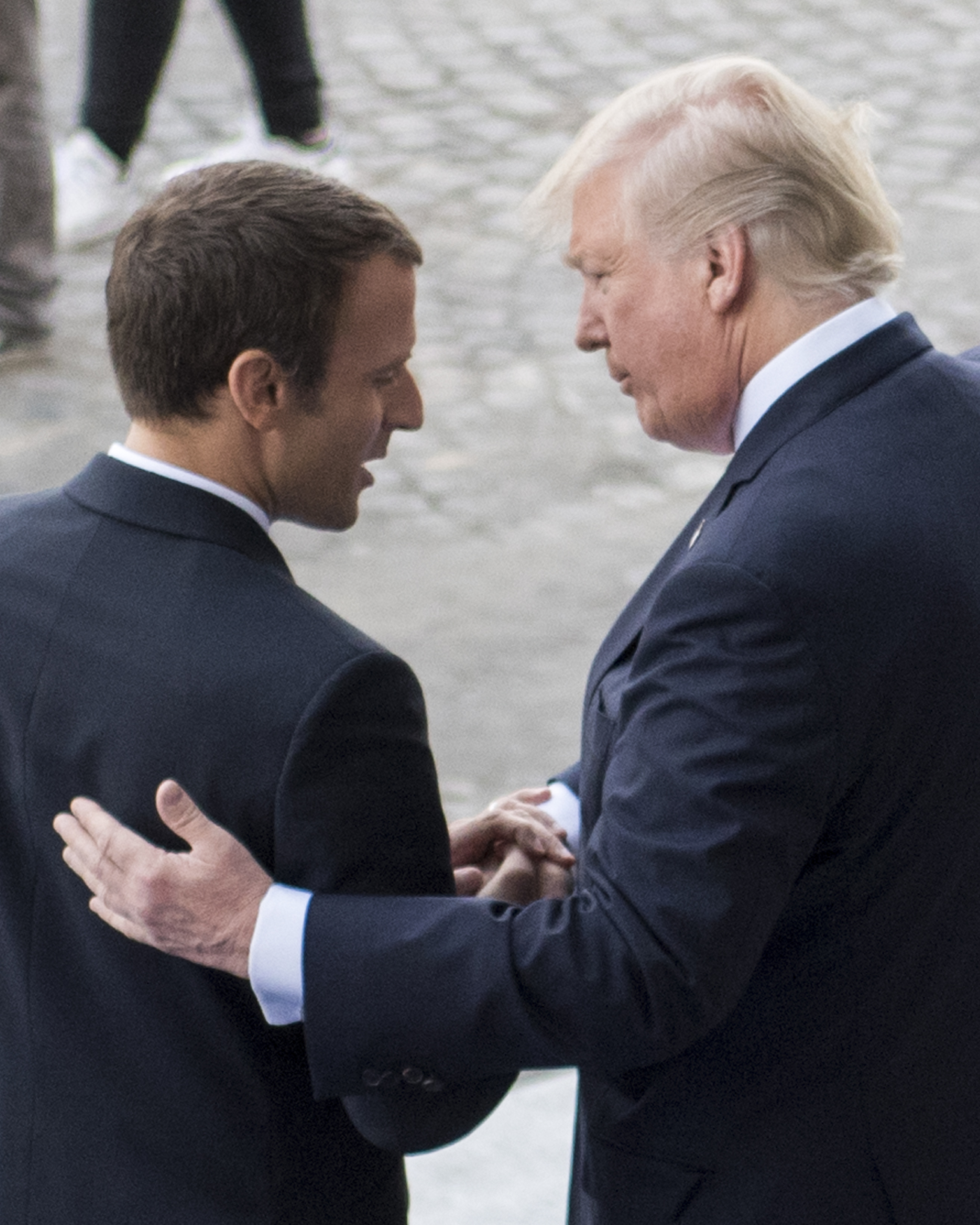
دونالد ترمب يصافح إيمانويل ماكرون في يوم الباستيل في 14 يوليو 2017

للرئيس الأمريكي دونالد ترمب أساليب غير عادية في المصافحة؛ فقد كانت مصافحاته لزعماء العالم منذ تنصيبه رئيسًا للولايات المتحدة موضوعًا لتعليقات واسعة النطاق.  أشار العلماء أن مصافحات السياسيين عادةً ما تكون غير ملحوظة أو مقتصرة على تفسير المشاركين الصامت، إلا أنها حظيت باهتمام إعلامي واسع النطاق مع ترمب. 
ومن أبرز وقائع المصافحات (وتجنب المصافحة) التي شارك فيها ترمب مصافحته للرئيس الفرنسي إيمانويل ماكرون، ورئيس الوزراء الياباني شينزو آبي، ورئيس الوزراء الكندي جاستن ترودو، والمستشارة الألمانية أنجيلا ميركل، وقادة الولايات المتحدة بما في ذلك مدير مكتب التحقيقات الفيدرالي آنذاك جيمس كومي، ومرشح المحكمة العليا نيل جورسوتش. عُرفت نفس السمة في حملته الرئاسية لعام 2016، وإن لم يُكتب عنها كثيرًا.  ذكرت صحيفة واشنطن بوست أن لترمب عادة تبادل المصافحات المحرجة والغريبة أحيانًا مع زعماء العالم والمسؤولين الأميركيين"،  ويستعد زعماء العالم لمواجهة مصافحة ترمب.    قالت صحيفة الغارديان إن أسلوب مصافحة ترمب هو وسيلة لتأكيد تفوقه،  ووصفته صحيفة نيو ستيتسمان بأنه إظهار للرجولة.  ووجد أستاذ علم النفس فلورين دولكوس أن هذا جزء من الطريقة الاستراتيجية التي يتبعها ترمب في التعامل مع زعماء العالم. 

## أبرز المصافحات

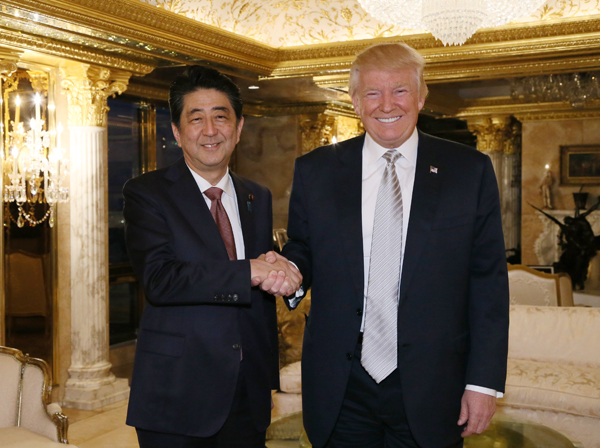
رئيس الوزراء شينزو آبي في17 نوفمبر 2016

- مدير مكتب التحقيقات الفيدرالي جيمس كومي، في 22 يناير/كانون الثاني 2017: كتبت وسائل الإعلام أن ترمب سحب كومي بتلك اللفتة المميزة وكتبت عن محاولة عناقه التي قيل إنها «أذهلت» كومي. [1]
- رئيس وزراء اليابان شينزو آبي، في 10 فبراير 2017: استمرت مصافحتهما 19 ثانية،[5] مما أثار حيرة آبي بوضوح،[9] حتى «طرف الرئيس الياباني عينيه طرفةً لا تُنسى».[1]
- رئيس وزراء كندا جاستن ترودو، في 13 فبراير/شباط 2017: لفتت مصافحتهما الانتباه إلى «قبضة جاستن القوية وامتدادها الملحوظ مع السيد ترمب». [9] [5]
- مرشح قاضي المحكمة العليا نيل جورسوتش، في حفل ترشيحه في 7 أبريل/نيسان 2017: كتبت وسائل إعلام أن ترمب «كاد أن يسحب نيل من على قدميه»، وأنه «سحب القاضي نحوه كما لو كان كلبًا أليفًا مقيدًا».[5] [1]
- الرئيس الفرنسي إيمانويل ماكرون، في قمة حلف شمال الأطلسي في 25 مايو 2017: مصافحة استمرت خمس ثوانٍ[9] إذ كتبت وسائل الإعلام أن مفاصل ماكرون ابيضت و«بدا أن ترمب يلوي ذراعه ليا مؤلما»،[5][10] وفي يوم الباستيل 14 يوليو 2017: لقاء دام 29 ثانية وجرت تغطيته على نطاق واسع، بما في ذلك تعليق ثانية بثانية من كريس سيليزا على شبكة سي إن إن. [11]

## ردود الفعل

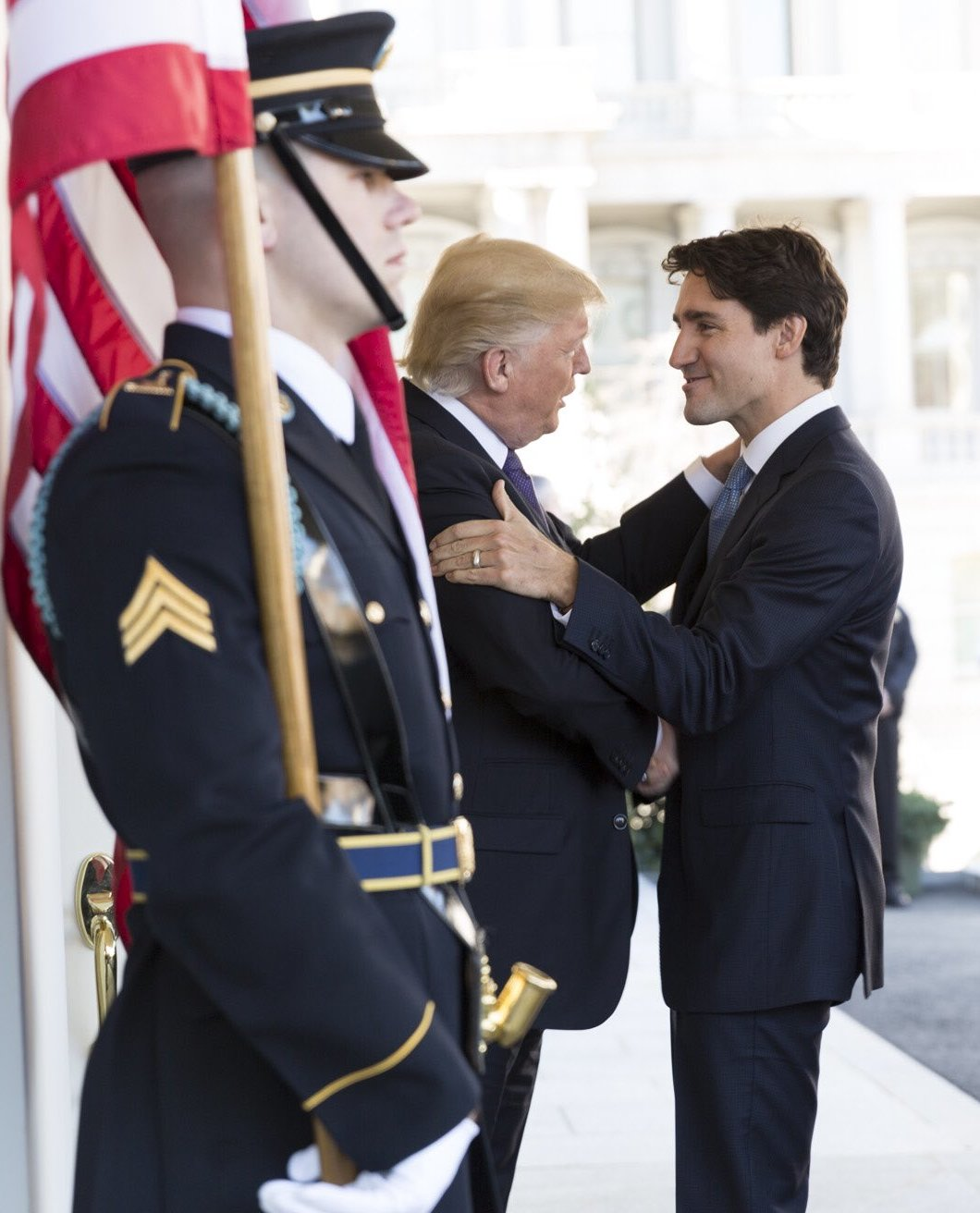
رئيس الوزراء الكندي جاستن ترودو في البيت الأبيض، 13 فبراير 2017

ذكرت صحيفة الإندبندنت أن «بعض زعماء العالم بدأوا في الاستعداد لمصافحة الرئيس ترانب. وقد لفت رئيس الوزراء الكندي جاستن ترودو الانتباه بسبب لقوة قبضته وامتدادها مع السيد ترمب عندما التقيا في فبراير». 
حللت وكالة صوت أمريكا الممولة من الحكومة الأميركية سلسلةً من مصافحات ترمب، وكتبت: «منذ أن تولى ترمب منصبه في 20 يناير/كانون الثاني اكتشف العديد من زعماء العالم، وحتى السياسيين الأميركيين، أنهم بحاجة إلى الاستعداد لمصافحة غير عادية من الرئيس الأميركي». 

## التحليلات

### صحف إعلامية

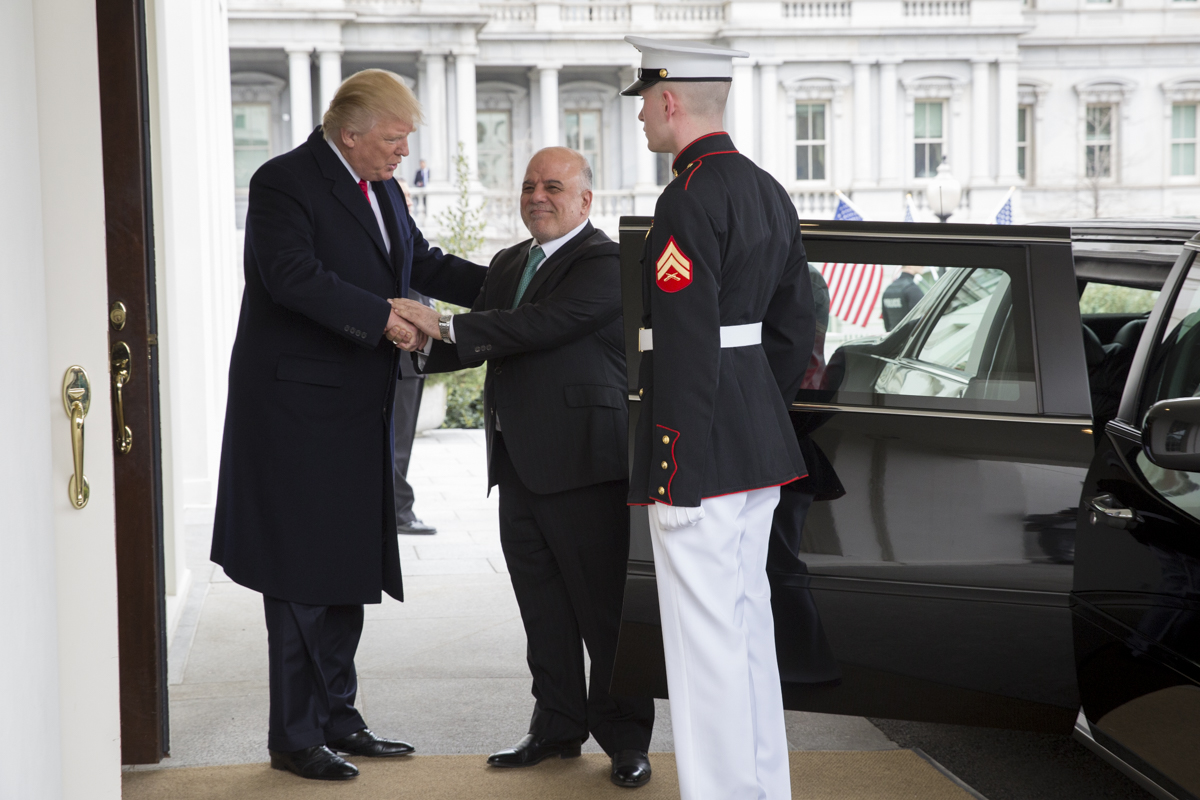
رئيس الوزراء العراقي حيدر العبادي في يصافح ترام 20 مارس 2017

أجرت شبكة CNN تحليلًا تفصيليًا لمصافحة ترمب لماكرون في يوم الباستيل.  إذ كتب كريس سيليزا، رئيس تحرير شبكة سي إن إن: «أضاف الرئيس دونالد ترمب إلى التراث المتزايد لمصافحاته مع زعماء العالم يوم الجمعة في فرنسا عندما أمضى هو والرئيس الفرنسي إيمانويل ماكرون 29 ثانية في مصافحة تحولت إلى شيء أكثر من ذلك بكثير".  وعلق الصحفي بيتر كوليت من صحيفة الجارديان :«توجد طريقة أخرى يذكر بها ترمب الناس بمكانته المتفوقة وهي التربيت على الذراع أو الظهر أثناء المصافحة أو بعدها، وإذا كان الشخص الآخر جريئًا بما يكفي لتربيته، فإنه يتفوق عليهم بإنتاج تربيتة إضافية نهائية».  وكتب مصطفى بيومي زميل كوليت في صحيفة الغارديان: «لقد بدأ الأمر يبدو وكأنك تستطيع قراءة السياسة الخارجية لدونالد ترمب من خلال الطرق الغريبة التي يصافح بها الزعماء الأجانب».  علق الصحفي نوح دابونتي سميث من مجلة ناشيونال ريفيو على مصافحة الرئيس ترمب الذي زار باريس لهذه المناسبة، وإيمانويل ماكرون الرئيس الفرنسي المنتخب حديثًا قائلًا: «لقد اكتسب ترمب شهرةً بسبب مصافحاته المحرجة، وتستحق هذه المصافة المشاهدة». 

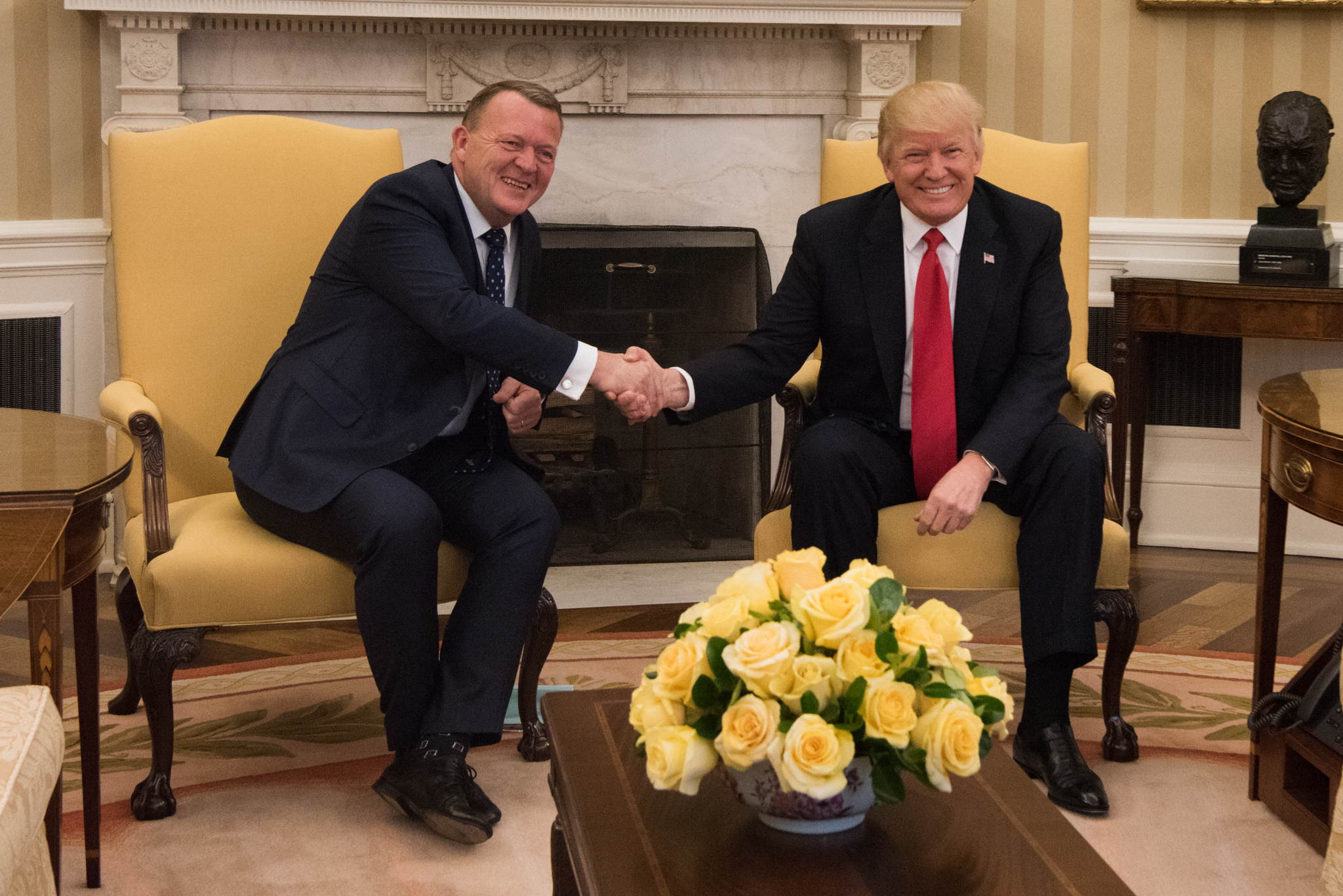
لارس لوك راسموسن في المكتب البيضاوي في 30 مارس 2017

أشارت دابونتي سميث إلى الاهتمام الذي انصب على مصافحات ترمب مع زعماء العالم الآخرين، «لقد أصبح سلوك ترمب تجاه زملائه من رؤساء الدول، سواء في الاجتماعات الفردية أو في مجموعات أكبر، موضوعًا ذا أهمية كبيرة على مدى الأشهر القليلة الماضية: وجذبت مصافحاته مع جاستن ترودو وأنجيلا ميركل وشينزو آبي اهتمامًا كبيرًا".  علقت الصحافية روبي لوت لافينيا من مجلة نيو ستيتسمان قائلة: "بالنسبة للرئيس ترمب تكمن الرجولة في فعل المصافحة".  وأشارت صحيفة فاينانشال تايمز إلى أن ترمب مصاب برهاب الجراثيم.  حلل موقع نيو ستيتسمان التكتيكات المختلفة التي يستخدمها ترمب مع زعماء العالم المختلفين.  استشارت صحيفة الإندبندنت علماء نفس وصفوا المصافحة بأنها حركة "تكتيكية".  واستشارت صحيفة نيويورك تايمز خبيرًا في لغة الجسد الذي قال إن هذا التفاعل المطول كان محاولة من كل منهما لإظهار الهيمنة. 

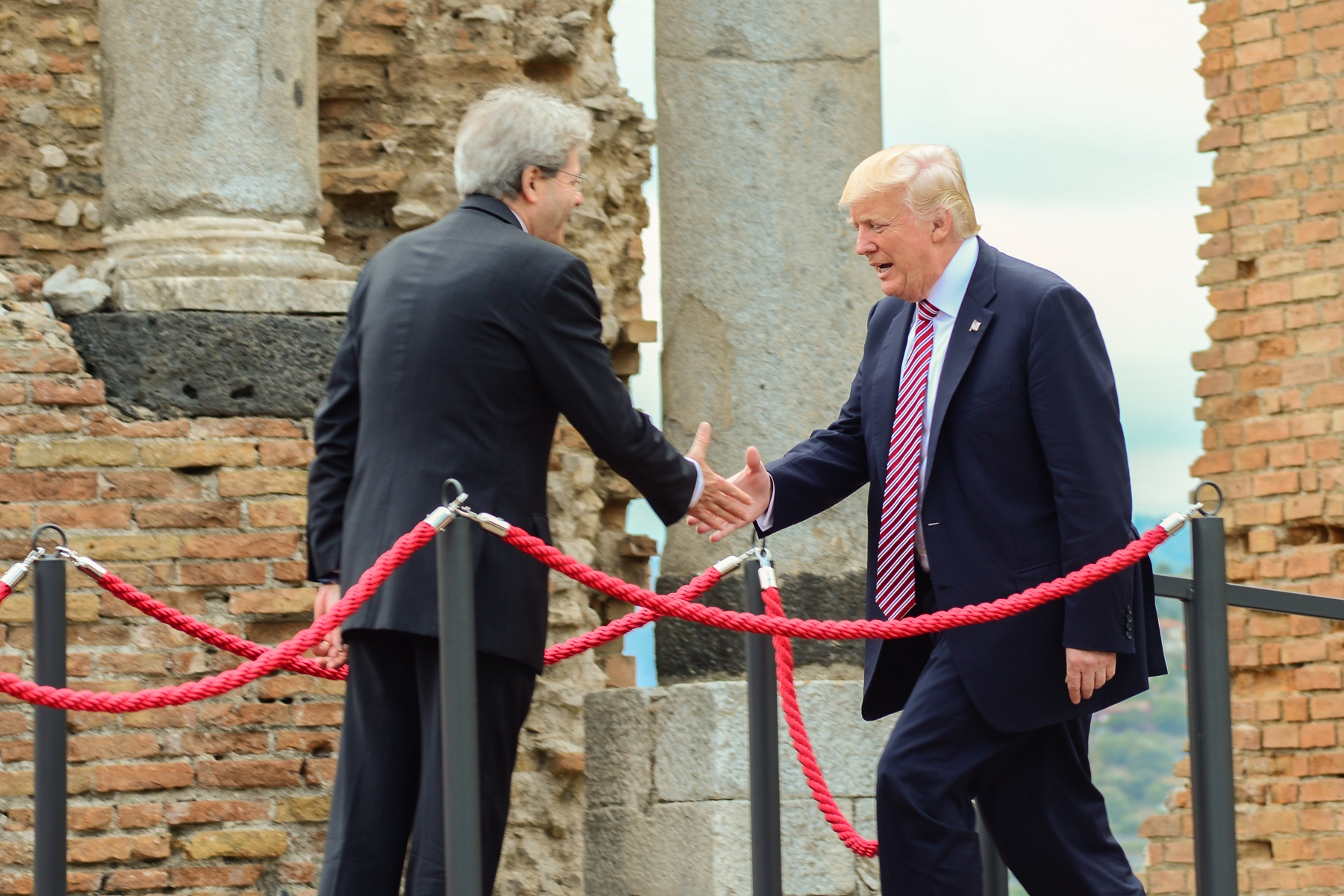
باولو جينتيلوني في القمة الثالثة والأربعين لمجموعة الدول السبع الكبرى، 26 مايو 2017

قدمت مجلة تايم تسلسلًا زمنيًا لمصافحات ترمب، مشيرة إلى أن الرئيس الفرنسي الجديد إيمانويل ماكرون تصدر عناوين الأخبار الدولية عندما تحولت مفاصله إلى اللون الأبيض أثناء مصافحة مكثفة مع الرئيس دونالد ترمب في اجتماع مجموعة السبع. وقد أثار الرئيس ضجة بعد رفضه مصافحة المستشارة الألمانية أنجيلا ميركل عندما زارت البيت الأبيض.  وعلق مراسل صحيفة واشنطن بوست بيتر دبليو ستيفنسون، "لترمب عادة مشاركة المصافحات المحرجة والمكثفة والغريبة أحيانًا مع زعماء العالم والمسؤولين الأمريكيين».  اتصل ستيفنسون برئيس قسم علم النفس بجامعة سانت جون ، البروفيسور ويليام تشابلن، لتحليل سلوك مصافحات ترمب. أشار تشابلن في بحثه إلى أن "الأشخاص الذين يتمتعون بمصافحة جيدة يميلون إلى أن يكونوا أكثر انفتاحًا، وأكثر ارتياحًا اجتماعيًا، وأقل قلقًا اجتماعيًا".  أجرت إذاعة صوت أميركا مقابلة مع باتي وود، مؤلفة كتاب إشارات النجاح ، وإستر مانهايمر، عمدة أشفيل بولاية نورث كارولينا، حول هذه الظاهرة. لاحظ وود أن ترودو حاول تحويل تجربته مع ترمب إلى "مصافحة قوية" بوضع يده على ذراع ترمب.  وأشارت مراسلة صحيفة نيويورك تايمز كاتي روجرز إلى أن "تحليل مصافحات الرئيس ترمب مع زعماء العالم أصبح أشبه بالرياضة". استشارت صحيفة نيويورك تايمز مؤلفة كتاب آداب السلوك جاكلين ويتمور ومدرب لغة الجسد كريس أولريش لتحليل مصافحات ترمب مع زعماء العالم. وأشار أولريش إلى أن "الخلاصة هي أن ترمب في كل هذه الأحداث يشغل حيزًا كبيرًا في أذهان زعماء العالم الآخرين". وحلل ويتمور مصافحة ترمب لماكرون، فقال: "يبدو أن الرجلين يخوضان معركة لإثبات هيمنتهما وسيطرتهما". 

### التحليل الأكاديمي
يزعم البروفيسور جورج أ. دان المتخصص في الفلسفة والدين أن نهج ترمب في المصافحة العلنية مفيد للغاية من وجهة نظر كونفوشيوسية، إذ أن المصافحة طقوس اجتماعية ( "لي" ) تهدف إلى توصيل حسن النية مع عدد من القواعد الضمنية للآداب بما في ذلك المدة المناسبة وكمية القوة المطبقة. يكتب دان أن "أخطاء المصافحة العديدة" التي ارتكبها ترمب يمكن تفسيرها على أنها إما غير صادقة أو غير كفؤة أو انحراف متعمد عن النص، ولكن عمومًا "يميل ترمب إلى استخدام المصافحات لتأكيد هيمنته، ولجذب المتلقي إلى قربه، وإلقاء بعض التربيتات، واستغراق وقت طويل لإنهاء الأمر... ويظهر بالقوة التي تجبر الآخر الخضوع". ويشير البروفيسور إلى أن نهج ترمب في المصافحة نقيض الوصف الذي كتبه هربرت فينجاريت للمصافحة:. 
إن مصافحات ترمب التي لا تحقق أي مكاسب أو مكاسب على الإطلاق تقدم عرضا بصريا للانعزالية التي تنتج تأثيرا مزعجا؛ فهي بمثابة صدمة للمعايير الراسخة والمشتركة عالميا تقريبا للسلوك الدبلوماسي فضلا عن السياسات التي تحافظ ظاهريا على نظام عالمي ليبرالي متعدد الأطراف يتألف من آليات حكم تعددية ولكنها تعاونية إلى حد كبير. وبإمكان بقية العالم أن يرفض المشاركة في لعبة ترمب هنا، أو أن يلعب اللعبة من خلال تحمل المصافحات مع الحفاظ على النظام المتعدد الأطراف بنفسه وإبرام الصفقات بدون ترمب كما كانت الحال في عام 2017 عندما اختارت إدارة ترمب عدم المشاركة في تغير المناخ وصفقات التجارة.
ووصف أولوفلين أيضًا كيف أن التضخيم المستمر من جانب وسائل الإعلام لمصافحات الأيدي يوفر ثلاث رؤى مهمة حول قيم الأخبار - المعايير التي تؤثر على اختيار وتقديم الأحداث [news: كأخبار منشورة:]
1. تعطي قيم الأخبار الأولوية للتخصيص، والمعايرة للممثلين الأقوياء، والدراما؛ حيث تُلبى المعايير الثلاثة بالمصافحات [17]
2. الوسائط الرقمية الحديثة "متعددة الحواس" التي تسمح بالتواصل عبر الإيماءات على نطاق واسع [17]
3. الإدراك الصحفي لتواطؤهم في المبالغة في نشر تصرفات ترمب، والتعلم اللاحق لاحتواء ونشر مثل هذه الأحداث بشكل طبيعي [17]

## فهرس

### المنشورات الأكاديمية
- Dunn، George A. (2018). "The Strongman, the Small Man, and the Gentleman. Confucius and Donald Trump: What's in a Handshake?". Trump and Political Philosophy: Leadership, Statesmanship, and Tyranny. Springer International Publishing. ص. 100–103. ISBN:978-3-319-74445-2.
- O'Loughlin، Ben (18 أكتوبر 2018). "The Big Standoff: Trump's Handshakes and the Limits of News Values". Trump's Media War. Cham: Springer International Publishing. ص. 143–157. DOI:10.1007/978-3-319-94069-4_10. ISBN:978-3-319-94068-7. S2CID:158147167.
- Oxlund، Bjarke (2 يناير 2020). "An Anthropology of the Handshake". Anthropology Now. Informa UK Limited. ج. 12 ع. 1: 39–44. DOI:10.1080/19428200.2020.1761216. ISSN:1942-8200. S2CID:221067127.
- Wignell، Peter؛ O'Halloran، Kay؛ Tan، Sabine (20 نوفمبر 2018). "Semiotic space invasion: The case of Donald Trump's US presidential campaign". Semiotica. Walter de Gruyter GmbH. ج. 2019 ع. 226: 196–200. DOI:10.1515/sem-2017-0109. ISSN:1613-3692. S2CID:149965586.

### صحافة
- Cauterucci، Christina (13 مارس 2020). "The Masculine Bluster of Trump's Coronavirus Hand-Shaking Tour". Slate Magazine. مؤرشف من الأصل في 2025-03-31.
- Crump، James (11 فبراير 2021). "Trump has handshake of 'primitive jungle scene' and attention span of a 'squirrel'". The Independent. مؤرشف من الأصل في 2025-04-23.
- Kruse، Michael (18 مارس 2020). "Coronavirus Gave Trump the Handshake-free World He Always Wanted". POLITICO. مؤرشف من الأصل في 2025-05-12.
- Park، William (21 يناير 2020). "How not to shake someone's hand". BBC Future. مؤرشف من الأصل في 2023-08-09.
- Sanchez، Luis (9 يونيو 2018). "Trump's intense handshake with Macron leads to viral photo". The Hill. مؤرشف من الأصل في 2022-12-03. اطلع عليه بتاريخ 2022-12-03.
- Vesoulis، Abby (2 يوليو 2018). "How President Trump Turned Handshakes Into a High-Stakes Showdown". Time. مؤرشف من الأصل في 2025-03-14.